# Требче
Требче (словен. Trebče) је насељено место у општини Бистрица об Сотли, Посавска регија, Словенија.

## Историја
До територијалне реорганизације у Словенији биле су у саставу старе општине Шмарје при Јелшах.

## Становништво
У попису становништва из 2011. године, Требче је имало 251 становника.
| Број становника према пописима | Број становника према пописима | Број становника према пописима |
| ------------------------------ | ------------------------------ | ------------------------------ |
| 1991                           | 2002                           | 2011                           |
| 266                            | 252                            | 251                            |

## Занимљивости
Требче је познато као село у коме је рођена Марија Јавершек, мајка Јосипа Броза Тита.